# Casale della Giannella
Il Casale della Giannella, storicamente noto come Torre della Giannella e comunemente chiamato Casale Spagnolo, è un edificio situato nel comune di Orbetello. La sua ubicazione è lungo il Tombolo della Giannella, all'interno della Riserva naturale Laguna di Orbetello di Ponente.
Il complesso architettonico sorse come torre costiera nella seconda metà del Cinquecento, per rafforzare il sistema difensivo costiero dello Stato dei Presidii. La struttura svolse le funzioni di avvistamento per un lungo periodo, potendo comunicare sia con il Forte delle Saline a nord che con la Torre della Peschiera di Nassa a sud, attraverso l'emissione di segnali luminosi dalla parte sommitale della torre. In epoca post-settecentesca la struttura fu trasformata gradualmente fino ad assumere l'attuale aspetto di casale rurale fortificato.
Il Casale della Giannella si presenta come un edificio a pianta rettangolare, che si articola su tre livelli discontinui. La facciata principale anteriore, rivolta verso ovest, si estende lungo uno dei due lati lunghi, ed è riconoscibile per la presenza di un frontone triangolare sommitale che culmina a sua volta con una coppia di pinnacoli mediali e con due pinnacoli laterali: il frontone è in continuità diretta con la rimanente porzione della facciata, pur caratterizzandosi per la presenza di tre finestre ad arco tondo, che si differenziano da quelle di forma quadrangolare che si aprono lungo i livelli inferiori e sugli altri prospetti dell'edificio. Il portale d'ingresso principale si apre al centro della medesima facciata e si presenta di forma rettangolare, con un'apertura circolare che lo sovrasta. La facciata posteriore, rivolta verso est alla retrostante Laguna di Orbetello, si caratterizza per la presenza di un singolare loggiato con archi ribassati al livello superiore. Le pareti esterne risultano prevalentemente rivestite in intonaco scialbato, mentre il tetto di copertura sommitale a due fornici si adatta al frontone andando a formare sopra di esso due spioventi minori.
Il complesso è incluso all'interno dell'omonima oasi del WWF.